# 九州管楽合奏団
九州管楽合奏団（きゅうしゅうかんがくがっそうだん、Kyushu Wind Orchestra）は、日本のプロの吹奏楽団。通称「九管」。

## 概要
2004年に九州交響楽団の元クラリネット奏者、水崎徹を中心とする九州交響楽団のメンバーと九州在住のフリーの演奏家によって、「九州で唯一のプロ吹奏楽団」として結成された。
2006年に宗像市の宗像ユリックスと連携協力し、宗像ユリックスを本拠地として九州を中心に各地で演奏活動を展開している。学校での音楽鑑賞教室やクリニックなどの吹奏楽の普及活動も積極的に行っている。
自主公演として毎年5月に著名な指揮者を迎えて「九州管楽合奏団演奏会」を開催している。また、サクソフォーン奏者の織田浩司を音楽監督に迎えて、映画音楽、ジャズ、ラテン、アニメ、ライトクラシックなど、親しみやすい音楽を取り上げ、未就学児からシニア世代まで幅広い世代に向けたコンサートシリーズ「九管ポップス」を開催している。
2015年9月には、ソウルで行われた大韓民国国際ウィンドバンド・フェスティバルに出演した。
2014年5月の創立10周年記念演奏会に、客演指揮者としてヨハン・デ・メイを迎え、交響曲第1番「指輪物語」などデ・メイ作品を取り上げた。デ・メイは2015年に首席客演指揮者に就任した。
2017年に水崎徹を理事長として特定非営利活動法人（NPO法人）に組織改編し、活動の充実を図っている。

## 指揮者
- 織田浩司（オリタノボッタ） - 九管ポップス音楽監督
- ヨハン・デ・メイ - 首席客演指揮者